# Рядовка бело-коричневая
Рядо́вка бе́ло-кори́чневая (лат. Tricholoma albobrunneum) — вид пластинчатых грибов из рода Рядовка (Tricholoma).

## Описание
Шляпка диаметром 3—10 см, сначала ширококоническая или выпуклая, затем уплощённая с бугорком, с волнистым у старых грибов краем, негигрофанная. Окраска молодых грибов винно-коричневая, с более тёмными прожилками, затем более однородная, красно-коричневая, к краю более бледная. Кожица волокнистая, иногда растрескивающаяся до мелких чешуек, во влажную погоду слабо слизистая, при подсыхании — слабо клейкая.
Пластинки широко приросшие в ножке, довольно частые, сначала белые, затем приобретают розовато-буроватый оттенок, к старости покрываются красновато-коричневыми пятнами. Край пластинок часто неправильно изорванный.
Ножка 3—10 см в высоту и 0,7—2 см в толщину в верхней части, цилиндрическая или слабо утончающаяся книзу, у верхушке с довольно резко ограниченной или, напротив, постепенно появляющейся белой зоной, розовато-коричневая, бархатисто- или чешуйчато-волокнистая.
Мякоть белого цвета, с мучным или сперматическим запахом, на вкус мучнистая, с возрастом — горьковатая.
Споровый отпечаток белый. Споры белые, эллипсоидные или продолговатые, 5—6×3—4 мкм.

## Распространение и экология
Произрастает обычно большими группами в хвойных и смешанных лесах с неплодородными песчаными, часто кислыми, почвами. Образует микоризу с сосной.

## Таксономия

### Синонимы
- Agaricus albobrunneum Pers., 1801 : Fr., 1821basionym
- Agaricus brunneus Pers., 1798
- Agaricus patella Batsch, 1783
- Agaricus striatus Schaeff., 1774
- Gyrophila albobrunnea (Pers.) Quél., 1886
- Tricholoma salero Barla, 1888

## Сходные виды
- Tricholoma batschii Gulden, 1969 — отличается чётко ограниченной узкой поясковидной красно-коричневой зоной в верхней части ножки, под белой зоной.
- Tricholoma pessundatum (Fr.) Quél., 1872 — отличается не клейкой шляпкой, более крупными спорами, белая зона в верхней части ножки не выражена.